# Chowder
A Chowder (ejtsd Csódör vagy Csauder) amerikai televíziós rajzfilmsorozat, amelyet a Cartoon Network Studios és az LLC készített. Amerikában 2007. november 2. és 2010. augusztus 7. között az amerikai Cartoon Network csatornán vetítették, Magyarországon pedig 2008. május 10. és 2010. július 1. között a közép- és kelet-európai Cartoon Network adón sugározták. A műsort C. H. Greenblatt alkotta, aki többek közt a Billy és Mandy kalandjai a kaszással, illetve SpongyaBob Kockanadrág egyik készítője is. A címszereplő egy fiatal gyermek, akinek a neve Chowder. Ő Mung Daal tanítványa, aki egy kifőzdét üzemeltet Marcipánvárosban. A műsor kombinálja a hagyományos animálást, a bábjátékot és más animálási módszereket.

## Szereplők
| Szereplő     | Eredeti hang     | Magyar hang               | Leírás |
| ------------ | ---------------- | ------------------------- | --- |
| Chowder      | Nick Jones       | Timon Barna               | Ő egy fiatal, különc, macskaszerű gyermek, aki szakács, Mung Daal tanítványa. Együtt él Munggal és feleségével, Truffles-zal, egy szobában a kifőzde padlásán. Kiváló séf akar lenni, azonban igen lobbanékony és gyakran enged az ösztöneinek. Mindig nagyon éhes és mindent megeszik, még a rendelést is. Fel tud öklendezni tárgyakat, ezért gyakran használják tárolónak. Színe lila, és mindig egy kis kétágú sapkát hord. Greenblatt szerint Chowder egy macska-medve-nyúl keverék és a faját az egyik epizódban igazolták. |
| Mung Daal    | Dwight Schultz   | Szombathy Gyula           | Chowder mestere, aki segít a fiatal inasának igazi szakáccsá válnia. Van egy kifőzdéje, ahol Chowder, Truffles és Shnitzel dolgozik. Ők négyen olyanok, mint egy család. Van egy főellensége, Ms. Endívia. |
| Shnitzel     | John DiMaggio    | Schneider Zoltán          | Egy kőszörny, aki Mungéknál takarít és emelgeti a nehéz tárgyakat. Csak annyit mond: rada-rada, de Chowderék megértik. Az egyik epizódban beszélt, de aztán újra visszatért a rada-radához. |
| Truffels     | Tara Strong      | Orosz Helga               | Mung felesége. Mindig ordítozik mindenkivel. Az egyik epizódban megváltozott a hangja és teljes lett a káosz, így újra ordítozik Mungékkal. |
| Gazpacho     | Dana Snyder      | Tóth Zoltán               | Egy zöldségárus, akitől Mung és Chowder szokott vásárolni. Fél az anyjától, és folyton róla mesél történeteket. Vannak kitűzői, amiket 1-2 epizódban megmutat. |
| Miss Endívia | Mindy Sterling   | Szabó Éva                 | Mung ősellensége, egy nagy kövér lény, Panini mestere. Munggal mindig azon vitáznak, melyikük a jobb szakács. |
| Panini       | Liliana Mumy     | Haffner Anikó (1-2. évad) | Egy kis rózsaszín nyusziszerűség, aki szerelmes Chowderbe. De a fiú mindig azt mondja neki: „Nem vagyok a barátod!” Panini nagyon lelkesen tanul és igazából jobb szakács, mint Chowder. |
| Panini       | Liliana Mumy     | Mahó Andrea (3. évad)     | Egy kis rózsaszín nyusziszerűség, aki szerelmes Chowderbe. De a fiú mindig azt mondja neki: „Nem vagyok a barátod!” Panini nagyon lelkesen tanul és igazából jobb szakács, mint Chowder. |
| Kimchi       | C. H. Greenblatt |                           | Egy büdös, barna felhő, aki Chowder kis kedvence. Csak ő szereti, mindenki más undorodik a bűzétől. |
| Gorgonzola   |                  | Fekete Zoltán             | Zöld színű, gyertyatartó patkány. Mindig kihasználja Chowder butaságát. |
| Gorgonzola   | Penke Bence      |                           | Zöld színű, gyertyatartó patkány. Mindig kihasználja Chowder butaságát. |
| Gesztenye    |                  | Vass Gábor                | Egy kis kék, szarvakkal megáldott lény, aki mindent haza akar vinni, amit talál és a talált tárgyait a bútorainak hiszi. Egyszer azt mondta Mungra, hogy ez az ő étkezőasztala, Chowder sapkáját a nyaralójának hitte, egy aktatáskát pedig szárnyashajónak képzelt. Ő volt a felügyelő tanár az SZ. Z. P. vizsgán. |
| Margarin     |                  |                           | Endíviánál dolgozik. |
| Mr. Fugu     |                  |                           | Egy piros, beszélő lufi, akit egy macska tart a kezében. Mesésen gazdag. Egy F betű alakú házban lakik. |

### Magyar változat
- Magyar szöveg: Kiss Odett
- Hangmérnök: Kardos Péter
- Gyártásvezető: Kablay Luca
- Szinkronrendező: Rehorovszky Béla
- Felolvasó: Zahorán Adrienne

A szinkront a Mafilm Audio Kft. készítette.

## Epizódok
| Bemutató dátuma | #   | Magyar cím                          | Angol cím                                          |
| --------------- | --- | ----------------------------------- | -------------------------------------------------- |
|                 |     |                                     |                                                    |
| ELSŐ ÉVAD       |     |                                     |                                                    |
|                 |     |                                     |                                                    |
| 2008.06.07.     | 01. | A hideg krém ember                  | The Thrice Cream Man                               |
| 2008.06.07.     | 01. | Csudió diéta                        | The Flibber-Flabber Diet                           |
|                 |     |                                     |                                                    |
| 2008.05.11.     | 02. | A békás almás csoda                 | The Froggy Apple Crumble Thumpkin                  |
| 2008.05.11.     | 02. | Chowder barátnője                   | Chowder’s Girlfriend                               |
|                 |     |                                     |                                                    |
| 2008.05.17.     | 03. | Madzsong-est                        | Mahjongg Night                                     |
| 2008.05.17.     | 03. | Nem édes szerelem                   | Stinky Love                                        |
|                 |     |                                     |                                                    |
| 2008.05.18.     | 04. | Kukta suli                          | Certifrycation Class                               |
| 2008.05.18.     | 04. | Bab dal                             | Sing Beans                                         |
|                 |     |                                     |                                                    |
| 2008.05.24.     | 05. | Ragacskodók                         | Grubble Gum                                        |
| 2008.05.24.     | 05. | A kurum szörny                      | The Cinnamini Monster                              |
|                 |     |                                     |                                                    |
| 2008.05.25.     | 06. | A téves cím                         | The Wrong Address                                  |
| 2008.05.25.     | 06. | A zűrös vendég                      | The Wrong Customer                                 |
|                 |     |                                     |                                                    |
| 2008.05.31.     | 07. | Büfi süti                           | Burple Nurples                                     |
| 2008.05.31.     | 07. | Shnitzel bankba megy                | Shnitzel Makes a Deposit                           |
|                 |     |                                     |                                                    |
| 2008.06.01.     | 08. | Gazpacho fellép                     | Gazpacho Stands Up                                 |
| 2008.06.01.     | 08. | Marcipán fesztivál                  | A Taste of Marzipan                                |
|                 |     |                                     |                                                    |
| 2008.05.10.     | 09. | A savanyú bogyó urai                | The Puckerberry Overlords                          |
| 2008.05.10.     | 09. | Az elemelonok                       | The Elemelons                                      |
|                 |     |                                     |                                                    |
| 2008.06.08.     | 10. | A Nyálkalabda                       | Sniffleball                                        |
| 2008.06.08.     | 10. | Mung büntetésben                    | Mung on the Rocks                                  |
|                 |     |                                     |                                                    |
| 2008.06.16.     | 11. | Az álomszuszék                      | The Heavy Sleeper                                  |
| 2008.06.16.     | 11. | Egy gyöngéd érintés                 | The Moldy Touch                                    |
|                 |     |                                     |                                                    |
| 2009.02.22.     | 12. | Szolgálatára                        | At Your Service                                    |
| 2009.02.28.     | 12. | Chowder és Mr. Fugu                 | Chowder and Mr. Fugu                               |
|                 |     |                                     |                                                    |
| 2008.06.18.     | 13. | A Szabadság                         | The Vacation                                       |
| 2008.06.18.     | 13. | Az alva evő                         | The Sleep Eater                                    |
|                 |     |                                     |                                                    |
| 2008.11.10.     | 14. | A sérült kék banán                  | The Bruised Bluenana                               |
| 2008.11.10.     | 14. | Shnitzel és az Ólom Farfel          | Shnitzel & the Lead Farfel                         |
|                 |     |                                     |                                                    |
| 2008.11.11.     | 15. | A 450 kilós torta                   | The Thousand Pound Cake                            |
| 2008.11.11.     | 15. | A patkányos szendvics               | The Rat Sandwich                                   |
|                 |     |                                     |                                                    |
| 2008.11.12.     | 16. | Chowder elveszett sapkája           | Chowder Loses His Hat                              |
| 2008.11.12.     | 16. | Agytágítás                          | Brain Grub                                         |
|                 |     |                                     |                                                    |
| 2008.11.13.     | 17. | Tanítványok versenye                | The Apprentice Games                               |
|                 |     |                                     |                                                    |
| 2008.11.14.     | 18. | A hiányzó alkatrész                 | Broken Part                                        |
| 2008.11.14.     | 18. | Harack betakarítás                  | The Meach Harvest                                  |
|                 |     |                                     |                                                    |
| 2008.11.17.     | 19. | Shnitzel felmond                    | Shnitzel Quits                                     |
|                 |     |                                     |                                                    |
| 2008.11.18.     | 20. | Kitiltva                            | Banned from the Stand                              |
| 2008.11.18.     | 20. | A krémes puffancsos kéz             | Créme Puff Hands                                   |
|                 |     |                                     |                                                    |
| MÁSODIK ÉVAD    |     |                                     |                                                    |
|                 |     |                                     |                                                    |
| 2009.04.06.     | 21. | A makkos fák                        | The Arborians                                      |
| 2009.04.06.     | 21. | Garázsvásár                         | The Garage Sale                                    |
|                 |     |                                     |                                                    |
| 2009.04.14.     | 22. | A tűzokádó                          | The Fire Breather                                  |
| 2009.04.07.     | 22. | A repülő golyhók                    | The Flying Flinger Lingons                         |
|                 |     |                                     |                                                    |
| 2009.04.08.     | 23. | A kampány                           | Panini for President                               |
| 2009.04.08.     | 23. | A gyerekfelügyelő                   | Chowder’s Babysitter                               |
|                 |     |                                     |                                                    |
| 2009.04.16.     | 24. | Chowder étterme                     | Chowder’s Catering Company                         |
| 2009.04.17.     | 24. | A nyerő szöveg                      | The Catch Phrase                                   |
|                 |     |                                     |                                                    |
| 2009.04.10.     | 25. | Júhé, Karácsony                     | A Chowder Holiday Special: Hey, Hey It’s Knishmas! |
|                 |     |                                     |                                                    |
| 2009.04.24.     | 26. | A randevú                           | The Hot Date                                       |
| 2009.04.10      | 26. | Vásárlási láz                       | The Shopping Spree                                 |
|                 |     |                                     |                                                    |
| 2009.04.27.     | 27. | A bulihajó                          | The Party Cruise                                   |
| 2009.04.14.     | 27. | A won-ton golyók                    | Won Ton Bombs                                      |
|                 |     |                                     |                                                    |
| 2009.04.15.     | 28. | A nagy kalapú hölgyek társasága     | The Big Hat Biddies                                |
| 2009.04.15.     | 28. | A halálos labirintus                | The Deadly Maze                                    |
|                 |     |                                     |                                                    |
| 2009.04.15.     | 29. | Az SZ.Z.P.                          | The B.L.T.’s                                       |
| 2009.04.15.     | 29. | Mi baj van Truffles-zal?            | The Trouble With Truffles                          |
|                 |     |                                     |                                                    |
| 2009.04.30.     | 30. | Az előadás                          | The Dinner Theater                                 |
|                 |     |                                     |                                                    |
| 2009.11.02.     | 31. | Shnitzel, a gyerek                  | Kid Shnitzel                                       |
| 2009.11.02.     | 31. | Gazpacho visszavág                  | Gazpacho Fights Back                               |
|                 |     |                                     |                                                    |
| 2009.11.03.     | 32. | Az óriáslabda                       | Big Ball                                           |
| 2009.11.03.     | 32. | Agy fagy                            | The Brain Freeze                                   |
|                 |     |                                     |                                                    |
| 2009.11.04.     | 33. | A csigakocsi                        | The Snail Car                                      |
| 2009.11.04.     | 33. | A nyalókák                          | The Lollistops                                     |
|                 |     |                                     |                                                    |
| 2009.11.05.     | 34. | Endívia titka                       | Endive’s Dirty Secret                              |
| 2009.11.05.     | 34. | A szörnyeteg                        | Big Food                                           |
|                 |     |                                     |                                                    |
| 2009.11.06.     | 35. | A festett város                     | Paint the Town                                     |
| 2009.11.06.     | 35. | Az áramszünet                       | The Blackout                                       |
|                 |     |                                     |                                                    |
| 2009.11.09.     | 36. | A kockajárgány                      | The Dice Cycle                                     |
| 2009.11.09.     | 36. | A lánclevél                         | The Chain Recipe                                   |
|                 |     |                                     |                                                    |
| 2009.11.10.     | 37. | A kert                              | The Garden                                         |
| 2009.11.10.     | 37. | Hoppá!                              | Sheboodles!                                        |
|                 |     |                                     |                                                    |
| 2009.11.11.     | 38. | Gazpacho beköltözik                 | Gazpacho Moves In                                  |
| 2009.11.11.     | 38. | Bazi büdös esküvő                   | My Big Fat Stinky Wedding                          |
|                 |     |                                     |                                                    |
| 2009.11.12.     | 39. | Gyakornokszeretgető nap             | The Apprentice Appreciation Day                    |
| 2009.11.12.     | 39. | A féreg                             | The Grape Worm                                     |
|                 |     |                                     |                                                    |
| 2009.11.13.     | 40. | A párbaj                            | A Faire to Remember                                |
| 2009.11.13.     | 40. | Tofuváros                           | Tofu-Town Showdown                                 |
|                 |     |                                     |                                                    |
| HARMADIK ÉVAD   |     |                                     |                                                    |
|                 |     |                                     |                                                    |
| 2010.06.30.     | 41. | Kézrátétel                          | Hands on a Big Mixer                               |
| 2010.06.30.     | 41. | A gránátalmák                       | The Blast Raz                                      |
|                 |     |                                     |                                                    |
| 2010.07.01.     | 42. | Cserkészkirándulás                  | The Apprentice Scouts                              |
| 2010.07.01.     | 42. | A nyáladzó gofrikutya               | The Belgian Waffle Slobber-Baker                   |
|                 |     |                                     |                                                    |
| 2010.06.21.     | 43. | A legijesztőbb ház Marcipánvárosban | The Spookiest House in Marzipan                    |
| 2010.06.21.     | 43. | Pulykaméreg                         | The Poultry Geist                                  |
|                 |     |                                     |                                                    |
| 2010.06.19.     | 44. | Egy csipet ebből…                   | A Little Bit of Pizzazz!                           |
| 2010.06.19.     | 44. | A jelmezbál                         | The Birthday Suits                                 |
|                 |     |                                     |                                                    |
| 2010.06.23.     | 45. | A stikli                            | The Heist                                          |
| 2010.06.23.     | 45. | A tréfa                             | The Prank                                          |
|                 |     |                                     |                                                    |
| 2010.06.24.     | 46. | Hajlott hát                         | Old Man Thyme                                      |
| 2010.06.24.     | 46. | Chowder újságja                     | Chowder’s Magazine                                 |
|                 |     |                                     |                                                    |
| 2010.06.25.     | 47. | Nem magyar szinkronos               | Weekend at Shnitzel’s                              |
| 2010.06.25.     | 47. | Nem magyar szinkronos               | Taste Buds                                         |
|                 |     |                                     |                                                    |
| 2010.06.20.     | 48. | Gazpacho!                           | Gazpacho!                                          |
| 2010.06.20.     | 48. | A tehetség                          | The Toots                                          |
|                 |     |                                     |                                                    |
| 2010.06.29.     | 49. | Chowder felnő                       | Chowder Grows Up                                   |